# Sydafrikas nationalförsamling
Sydafrikas nationalförsamling är underhuset i Sydafrikas parlament med två kammare och överhusets namn är nationella provinsrådet.
Nationalförsamlingens 400 ledamöter utses i proportionella val vart femte år.